# Резервуари горизонтальні

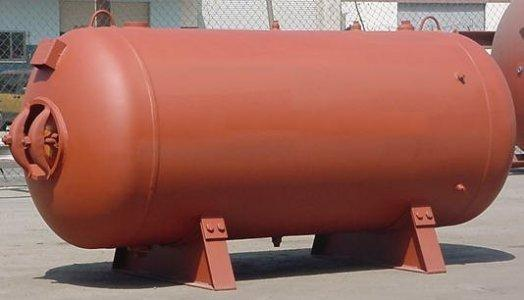
Сталевий бак — приклад горизонтального резервуара

Резервуари горизонтальні (рос. резервуары горизонтальные; англ. horizontal tanks; нім. Horizontalbehälter m pl) — транспортні і стаціонарні ємності для перевезення або зберігання рідини (нафти) і газів, які розміщені горизонтально. У горизонтальні резервуари поміщають відносно малі (порівняно з вертикальними циліндричними резервуарами) об'єми рідини і газу (до 200 м³), іноді під високим тиском. Виготовляють горизонтальні резервуари з металу, залізобетону, каменю або синтетичних матеріалів.
Горизонтальні резервуари мають нелінійні залежності місткості резервуару від рівня його наповнення . Це важливо при контролі об'єму та ступеню наповнення резервуару під час виконання обчислень кількості рідин у резервуарах. Залежність місткості резервуару від рівня його наповнення наведено у градуювальній таблиці резервуару, що є невід'ємною частиною документації на резервуар. 
Приклад градуювальної характеристики горизонтального резервуару наведено нижче.
Градуювання (найчастіше вживається термін "калібрування") резервуарів виконують одним із методів, що встановлено на законодавчому рівні. Як правило калібрування виконують методом "проливу", або більш швидким та дешевим "геометричним" методом - див., наприклад, 